# Sparta Szamotuły
Sparta Szamotuły – polski klub piłkarski z siedzibą w Szamotułach. 

## Charakterystyka
Założony w 1922. Obecnie drużyna gra mecze w V lidze, gr. wielkopolskiej I.
Prezes: Maciej Bździel.
Zmiany nazw:
- Szamotulski KS (kwiecień 1922 → 1926)
- Jutrzenka Szamotuły (1926 → ?)
- KS Szamotuły (? → 1932)
- Szamotulski KS (1932 → 1949)
- Cukrowniczy Związkowy Szamotulski KS (1949 → ?)
- Związkowiec Szamotuły (? → ?)
- Koło Sportowe Unia (? → ?)
- Koło Sportowe nr 343 Spójnia (? → ?)
- Koło Sportowe Sparta (? → 1957)
- KS Sparta (1957 → 1972)
- Międzyzakładowy KS Sparta (1972 → 1996)
- KS Sparta (1996 → styczeń 2008)
- Miejski KS Sparta (styczeń 2008 - )

## Wszystkie sezony Sparty Szamotuły w okresie powojennym
| - 1945: - 1946: - 1947: - 1948: - 1949: - 1950: - 1951: - 1952: - 1953: - 1954: - 1955: KL-B 1. miejsce, 32 punkty, bramki 72-14 +58 → awans - 1956: Kl-A gr.I 2. miejsce, → awans wraz z wicemistrzem gr. II Polonią Chodzież (wówczas Unia). | - 1957: Liga Okręgowa (III) 12. miejsce, 14 punktów, bramki 26-56 -30 → spadek - 1958: Kl-A gr.II 2. miejsce, - 1959: Kl-A gr.II 3. miejsce, 26 punktów, bramki 49-32 +17 - 1960: Kl-A 1. miejsce, 24 punkty, bramki 40-20 +20 - 1960/61: Liga Okręgowa (III) 5. miejsce, - 1961/62: Liga Okręgowa (III) - 1962/63: Liga Okręgowa (III) 7. miejsce, 30 punktów, bramki 45-49 -3 - 1963/64: Liga Okręgowa (III) - 1964/65: Kl-A 10. miejsce - 1965/66: Kl-A - 1966/67: - 1967/68: - 1968/69: - 1969/70: - 1970/71: - 1971/72: Liga Okręgowa (IV) 2. miejsce, 41 punktów, bramki 42-20 +22 - 1972/73: Liga Okręgowa (IV) - 1973/74: Liga Okręgowa (III) 6. miejsce, 44 punkty, bramki 47-22 +25 - 1974/75: Liga Okręgowa (III) gr. II 2. miejsce, 42 punkty, bramki 59-7 +52 - 1975/76: Liga Okręgowa (III) gr. II 1. miejsce, 40 punktów, bramki 75-15 +60→ awans do nowo powstałej Ligi międzywojewódzkiej (III-Ligi). Wcześniej klub przystępuje do baraży o II ligę (poniżej tabela rozgrywek barażowych i wyniki meczów Sparty). |

Wyniki:
- Sparta - Górnik Wałbrzych 1-2
- Górnik Knurów - Sparta 1-2
- Sparta Unia Racibórz 4-2
- Górnik Wałbrzych - Sparta 4-1
- Sparta - Górnik Knurów 0-1
- Unia Racibórz - Sparta 4-3

tabela eliminacji
| lp. | klub             | mecze | punkty | bramki | bilans |
| --- | ---------------- | ----- | ------ | ------ | ------ |
| 1   | Górnik Wałbrzych | 6     | 10     | 13-6   | +7     |
| 2   | Unia Racibórz    | 6     | 7      | 12-11  | +1     |
| 3   | Sparta Szamotuły | 6     | 4      | 11-14  | -3     |
| 4   | Górnik Knurów    | 6     | 3      | 3-8    | -5     |

Awans do II ligi wywalczył Górnik Wałbrzych, a Sparta zagrała w nowo powołanej lidze międzywojewódzkiej (III lidze).
| - 1976/77: III-Liga 4. miejsce, 27 punktów, bramki 28-26 +2 - 1977/78: III-Liga 4. miejsce, 29 punktów, bramki 36-27 +9 - 1978/79: III-Liga 11. miejsce, 22 punkty, bramki 30-33 -3 - 1979/80: Liga Okręgowa (IV) 2. miejsce, 49 punktów, bramki 94-20 +74 - 1980/81: Liga Okręgowa (IV) 2. miejsce, 45 punktów, bramki 56-20 +36 - 1981/82: Liga Okręgowa (IV) 2. miejsce, 37 punktów, bramki 47-17 +30 - 1982/83: Liga Okręgowa (IV) 3. miejsce, 33 punkty, bramki 44-17 +27 - 1983/84: Liga Okręgowa (IV) 4. miejsce, 33 punkty, bramki 43-32 +11 - 1984/85: Liga Okręgowa (IV) 1. miejsce, → awans - 1985/86: III-Liga 11. miejsce, 24 punkty, bramki 24-35 -9 → spadek - 1986/87: Liga Okręgowa (IV) 1. miejsce, 47 punktów, bramki 80-13 +67 → awans - 1987/88: III-Liga 10. miejsce, 23 punkty, bramki 26-34 -8 - 1988/89: III-Liga 11. miejsce, 16 punktów. bramki 21-39 -18 → spadek - 1989/90: Liga Okręgowa (IV) - 1990/91: Liga Okręgowa (IV) 5. miejsce, 30 punktów, bramki 48-31 +17 - 1991/92: Liga Okręgowa (IV) 6. miejsce, 26 punktów, bramki 42-33 +9 - 1992/93: Makroregionalna (IV) 10. miejsce, 22 punkty, bramki 46-39 +7 - 1993/94: Makroregionalna (IV) 5. miejsce, 34 punkty, bramki 52-31 +21 - 1994/95: Makroregionalna (IV) 10. miejsce, 32 punktów, bramki 55-64 -9 - 1995/96: IV-Liga 5. miejsce, 35 punktów, bramki 39-38 +1 - 1996/97: IV-Liga - 1997/98: - 1998/99: - 1999/00: | - 2000/01: Liga Okręgowa (V) 7. miejsce, 48 punktów, bramki 52-41 +11 - 2001/02: Liga Okręgowa (V) - 2002/03: Liga Okręgowa (V) 9. miejsce, 44 punkty, bramki 56-55 +1 - 2003/04: Liga Okręgowa (V) 6. miejsce, 45 punktów, bramki 52-41 +11 - 2004/05: Liga Okręgowa (V) 4. miejsce, 60 punktów, bramki 67-36 +31 - 2005/06: Liga Okręgowa (V) Poznań-zach. 5. miejsce, 47 punktów, bramik 46-32 +14 - 2006/07: Liga Okręgowa (V) Poznań-zach. 7. miejsce, 40 punktów, bramki 47-42 +5 - 2007/08: Liga Okręgowa (V) Poznań-zach. 1. miejsce, 58 punktów, bramki 83-31 +52 - 2008/09: IV-Liga Wlkp-pół. 9. miejsce, 45 punktów, bramki 42-41 +1 - 2009/10: IV-Liga Wlkp-pół. 7. miejsce, 45 punktów, bramki 52-44 +8 - 2010/11: IV-Liga Wlkp-pół. 14. miejsce, 28 punktów, bramki 49-72 -23 → spadek - 2011/12: Liga Okręgowa (VI) Poznań-zach. 6. miejsce, 41 punktów, bramki 61-46 +15 - 2012/13: Liga Okręgowa (VI) Poznań-zach. 4. miejsce, 54 punkty, bramki 70-26 +44 - 2013/14: Liga Okręgowa (VI) Poznań-zach. 1. miejsce, 57 punktów, bramki 68-25 +43 → awans - 2014/15: IV-Liga Wlkp-pół. 15. miejsce, 14 punktów, bramki 37-82 -45 → spadek - 2015/16: Liga Okręgowa (VI) Poznań-zach. 4. miejsce, 50 punktów, bramki 54-26 +28 - 2016/17: Liga Okręgowa (VI) Poznań-zach. 6. miejsce, 39 punktów, bramki 60-54 +6 - 2017/18: Liga Okręgowa (VI) Poznań-zach. 7. miejsce, 38 punktów, bramki 58-43 +5 - 2018/19: Liga Okręgowa (VII) Poznań-zach. 4. miejsce, 50 punktów, bramki 64-39 +25 - 2019/20: Liga Okręgowa (VII) wielkopolska IV 1. miejsce, 33 punktów, bramki 46-15 +31 → awans - 2020/21: V-Liga wielkopolska I 13. miejsce, 41 punktów, bramki 66-68 -2 - 2021/22: V-Liga wielkopolska I 16. miejsce, 13 punktów, bramki 40-143 -103 → spadek - 2022/23: Liga Okręgowa (VII) wielkopolska II 2. miejsce, 77 punktów, bramki 106-21 +85 → awans - 2023/24: V-Liga wielkopolska I 11. miejsce, 33 punktów, bramki 54-72 -18 - 2024/25: V-Liga wielkopolska I 14. miejsce, 26 punktów, bramki 40-91 -51 |